# Noordpeene

Noordpeene este o comună în departamentul Nord, Franța. În 1 ianuarie 2022 avea o populație de 812 de locuitori.